# Dodie Smith
Dorothy Gladys "Dodie" Smith (Whitefield, 3 de maio de 1896 - Uttlesford, Essex, 24 de novembro de 1990) foi uma escritora inglesa. Escreveu tanto novelas como obras de teatro, mas é sobretudo conhecida por seu livro The Hundred and One Dalmatians, de 1956, que foi adaptado pelos estúdios Walt Disney em seu longa-metragem animado de 1961.

## Biografia
Dorothy nasceu em Whitefield, Grande Manchester, perto de Bury, em Lancashire. Seu pai era Ernest Smith, que faleceu quando Dodie era ainda um bebê. Dorothy e sua mãe, Ela Furber Smith, regressaram para a casa dos avôs de Dorothy (e pais dela), William e Margaret Furber, no 586 Chester Road em Old Trafford, Greater Manchester, no distrito de Stretford. Dorothy passou seus anos de formação e a infância de nesta casa. Mas em 1910 sua mãe voltou a casar-se e mudou-se com seu novo marido a Londres. À época, Dodie tinha 14 anos. Em 1914, Dodie entrou na Academia, (Mais tarde a Real Academia) de Arte Dramática. Nesse mesmo ano sua mãe morreu de câncer. Durante a doença de sua mãe, a filha chegou a ser seguidora da igreja Ciência Cristã. (Smith, 1974).
Dodie fracassou em sua carreira como atriz. Em 1923, começou a trabalhar nos armazéns Heals de Londres, vendendo móveis e, mais tarde, brinquedos (and a mistress of the chairman, Ambrose Heal). Em 1931 escreveu sua primeira obra, Autumn Crocus, sob o pseudônimo de C.L. Anthony. Foi um sucesso e descobriu sua vocação como escritora e jornalista; inspirou os titulares dos jornais, "Shopgirl Writes Play" (vendedora escreve obra). (Smith, 1979).
Passou a maioria dos anos seguintes escrevendo em sua casa de Townhouse em Londres, onde agora uma placa comemora sua estadia ali. Em 1939, casou-se com Alec Beesley, também empregado de Heal.
Durante os anos 40, ela e seu marido se mudaram a Estados Unidos pelos problemas legais de Alec Beesley, que era objetor de consciência (Smith, 1979). Nos Estados Unidos, escreveu sua primeira novela: I Capture the Castle (1948). Durante o interlúdio americano, os Beesleys chegaram a ser amigos de escritores como Christopher Isherwood, Charles Brackett, e John Van Druten. Nas memórias de Smith, diz-se que Alec lhe sugeriu que a história de Isherwood Sally Bowles Goodbye to Berlin se convertesse uma obra de teatro (the Vão Druten play, I Am A Camera, que mais tarde chegou a ser o musical Cabaret
Embora a obra The Hundred and One Dalmatianstenha sido adaptado por Walt Disney num longa-metragem de animação lançado em 1961, não foi a única de Dodie Smith a ir aos cinemas. Seu romance I Capture the Castle também foi adaptada num filme lançado no ano de 2003. Dodie Smith já havia falecido há 13 anos, em 1990.

## Obras
Teatro
- Autumn Crocus (1931).
- Service (1932).
- Touch Wood (1934).
- Call It A Day (1935).
- Bonnet Over the Windmill (1937).
- Dear Octopus (1938).
- Lovers and Friends (1943) .
- Letter from Paris (1952).
- I Capture the Castle (1954).

- I Capture the Castle (1948).
- The Hundred and One Dalmatians, ou The Great Dog Robbery (1956).
- The New Moon with the Old (1963).
- The Town in Bloom (1965).
- It Ends with Revelations (1967).
- The Starlight Barking (1967).
- A Devaste of Two Families (1970).
- The Girl from the Candle-lit Bath (1978).
- The Midnight Kittens (1978).

Autobiografia
- Look Back with Love: a Manchester Childhood (1974).
- Look Back with Mixed Feelings (1978).
- Look Back with Astonishment (1979).
- Look Back with Gratitude (1985).